# Bench rest
Il Bench Rest è una particolare specialità di tiro a segno con carabine di altissima precisione, di calibri medio/piccoli, su bersagli posti a distanze di 100 – 200 – 300 m in Europa mentre in America si arriva a distanze di 450 yard 600 e 900 yard pari a 411, 550 e 820 m e negli ultimi anni, con l'avvento del piccolo calibro, il tiro di precisione lo ha coinvolto su distanze tra i 50 e i 100 m. 
Due sono le categorie in cui si suddivide il Bench Rest: CENTERFIRE che comprende tutti quei calibri aventi l'innesco al centro del bossolo e il RIMFIRE che presenta l'innesco sul perimetro esterno del bossolo, e comprende, prevalentemente il calibro 22 LR (5,6 mm di diametro con il bossolo lungo 15 mm circa)
Normalmente queste armi vengono costruite o preparate su specifica richiesta del tiratore, tali da soddisfare le esigenze personali per il conseguimento della massima precisione, divenendo in pratica non più delle semplici armi ma dei veri e propri "strumenti da tiro" che in abbinamento ad una specifica munizione preparata unicamente per quella specifica arma dallo stesso tiratore, sono oggi capaci di produrre un solo foro sul bersaglio anche dopo più colpi esplosi.
I calibri più frequentemente utilizzati erano in origine il .308 Win. (308 Winchester), 223 Rem. (cioè la versione civile del 5,56x45 NATO) ed infine quello che poi è divenuto il riferimento a livello mondiale, il 6 PPC (6 mm Palmisano-Pindell Cartridge, dal nome degli ideatori), ancora oggi ritenuto quello intrinsecamente più preciso. Con l'aumentata distanza di tiro, spesso su spinta americana, si stanno sviluppando nuove munizioni da tiro capaci di raggiungere con estrema precisione distanze prima difficili da coprire. Il.300W.S.M.
Per quanto concerne i calibri più adatti al Bench Rest centerfire come il 6PPC, 22PPC, il 6BR e alcuni altri meno usati, i tiratori  modificano i bossoli in funzione delle specifiche camerature realizzate da armaioli specializzati in maggior parte americani anche se da alcuni anni armaioli italiani hanno dimostrato di avere capacità se non uguali anche superiori agli americani stessi che da molti anni costruiscono e praticano il Bench Rest.
Da qualche anno a questa parte, a causa degli alti costi dei calibri maggiori ed anche per la carenza di poligoni di tiro attrezzati per le maggiori distanze, ha preso piede il piccolo calibro .22 con il quale però si limita il tiro alla distanza di 50 m.
La precisione raggiunta da questo tipo di armi è impressionante, tanto che non è infrequente vedere bersagli che all'apparenza presentano un unico foro, mentre in realtà nello stesso foro sono "passati" tutti e cinque i colpi che costituiscono una normale serie di gara.
Le cartucce sono per lo più preparate dagli stessi tiratori con mezzi artigianali, ma estremamente sofisticati, in quanto le cartucce commerciali non sono di norma sufficientemente precise da garantire risultati apprezzabili nelle competizioni.
La disciplina del Bench Rest a 50 m, praticata con armi in cal. 22, si suddivide in 4 categorie a fuoco a 50 metri : Standard (questa categoria dall'anno 2016 è stata sospesa), Sporter (SP), Light Varmint (LV) ed Heavy Varmint (HV) ed inoltre si può praticare gare ad aria compressa  Light Varmint (LV) ed Heavy Varmint (HV) a distanze di 25 mt.  Il piccolo calibro utilizzato per queste specialità ne ha reso possibile la pratica anche a coloro che non sono attrezzati per la ricarica delle cartucce e, inoltre, ha favorito la sua diffusione nei poligoni del Tiro a Segno Nazionale generalmente dotati di linee di tiro per carabina a 50 m.